# Lista de antigos municípios de Portugal
Esta é uma lista de antigos municípios portugueses ordenados alfabeticamente. No passado, Portugal chegou a ter mais de 900 concelhos; presentemente, conta com 308.

## A
| Antigo concelho                    | Concelho(s) actual(is)                                  | Criação                                          | Extinção              |
| ---------------------------------- | ------------------------------------------------------- | ------------------------------------------------ | --------------------- |
| Abadim                             | Cabeceiras de Basto                                     | 1514                                             | 1836                  |
| Abiul                              | Pombal                                                  | 1167                                             | 1821                  |
| Aboim da Nóbrega                   | Vila Verde e Ponte da Barca                             | 1513                                             | 1853                  |
| Abreiro                            | Mirandela                                               | 1225                                             | século XIX            |
| Abrunheira                         | Montemor-o-Velho e Soure                                | 1836                                             | 1855                  |
| Abrunhosa-a-Velha                  | Mangualde                                               |                                                  | século XIX            |
| Açores                             | Celorico da Beira                                       | 1512                                             | século XIX            |
| Água de Pau                        | Lagoa                                                   | 1515                                             | 1855                  |
| Água de Peixes                     | Alvito                                                  |                                                  |                       |
| Água Revés                         | Valpaços                                                |                                                  | século XIX            |
| Aguada de Baixo                    | Águeda                                                  |                                                  |                       |
| Aguada de Cima                     | Águeda                                                  | 1514                                             | 1836                  |
| Águas Belas                        | Ferreira do Zêzere                                      | 1513                                             | 1836                  |
| Aguda                              | Figueiró dos Vinhos                                     | 1212                                             | século XIX            |
| Aguiar                             | Viana do Alentejo                                       | 1287                                             |                       |
| Aguiar de Sousa                    | Paredes, Gondomar, Valongo, Lousada e Paços de Ferreira | 1269                                             | 1821                  |
| Águias                             | Mora                                                    |                                                  |                       |
| Aguieira (Valongo do Vouga)        | Águeda                                                  | 1514                                             | 1836                  |
| Aguim                              | Anadia                                                  | 1238                                             | 1836                  |
| Albergaria de Penela               | Ponte de Lima e Vila Verde                              | 20 de Junho de 1514                              | 1837                  |
| Albergaria dos Fusos               | Cuba                                                    |                                                  |                       |
| Alcáçovas                          | Viana do Alentejo                                       | 1258                                             |                       |
| Alcafache                          | Mangualde                                               |                                                  |                       |
| Alcaide                            | Fundão                                                  |                                                  | século XIX            |
| Alcanede                           | Santarém e Rio Maior                                    | 1163                                             | 24 de Outubro de 1855 |
| Alcoentre                          | Azambuja e Cadaval                                      | 1174                                             | 24 de Outubro de 1855 |
| Aldeia Galega da Merceana          | Alenquer                                                | 1305                                             | 24 de Outubro de 1855 |
| Alegrete                           | Portalegre                                              |                                                  | 24 de Outubro de 1855 |
| Alfaiates                          | Sabugal                                                 | 1297                                             | 1836                  |
| Alfarela de Jales                  | Vila Pouca de Aguiar e Murça                            | 1220                                             | 1853                  |
| Alfeizerão                         | Alcobaça                                                |                                                  |                       |
| Algodres                           | Fornos de Algodres                                      |                                                  | século XIX            |
| Algoso                             | Vimioso, Miranda do Douro e Mogadouro                   |                                                  | século XIX            |
| Alhadas                            | Figueira da Foz                                         |                                                  |                       |
| Alhais                             | Vila Nova de Paiva                                      |                                                  |                       |
| Alhandra                           | Vila Franca de Xira                                     |                                                  | 1855                  |
| Alhos Vedros                       | Moita                                                   | séc. XIV                                         | 1855                  |
| Aljubarrota                        | Alcobaça                                                |                                                  |                       |
| Almendra                           | Vila Nova de Foz Côa e Figueira de Castelo Rodrigo      | 1298                                             | 24 de Outubro de 1855 |
| Alpalhão                           | Nisa                                                    | 1512                                             | 24 de Outubro de 1855 |
| Alpedrinha                         | Fundão                                                  | 1202                                             | 24 de Outubro de 1855 |
| Alpedriz                           | Alcobaça                                                |                                                  |                       |
| Alter Pedroso                      | Alter do Chão                                           |                                                  |                       |
| Alva                               | Castro Daire                                            | 1514                                             | 1836                  |
| Alvalade                           | Santiago do Cacém                                       |                                                  | 1834                  |
| Alvarenga                          | Arouca                                                  | 1514                                             | 1855                  |
| Alvares                            | Góis                                                    |                                                  | 24 de Outubro de 1855 |
| Álvaro                             | Oleiros                                                 | 1514                                             | 1836                  |
| Alverca da Beira                   | Pinhel                                                  |                                                  | 1853                  |
| Alverca do Ribatejo                | Vila Franca de Xira                                     | 1160                                             | 1855                  |
| Alvoco da Serra                    | Seia                                                    | 1514                                             | século XIX            |
| Alvor                              | Portimão                                                |                                                  |                       |
| Alvorninha                         | Caldas da Rainha                                        | 1210                                             | 1836                  |
| Amêndoa                            | Mação                                                   |                                                  | 1836                  |
| Amieira                            | Nisa                                                    |                                                  |                       |
| Amieira                            | Portel                                                  | 15 de Novembro de 1512                           |                       |
| Ançã                               | Cantanhede, Coimbra e Mealhada                          | 1371                                             | 1853                  |
| Angeja                             | Albergaria-a-Velha                                      | 1514                                             | 1853                  |
| Anobra                             | Condeixa-a-Nova                                         |                                                  |                       |
| Ansiães                            | Carrazeda de Ansiães                                    | 1075                                             |                       |
| Apúlia                             | Esposende                                               |                                                  | 1834                  |
| Aradas                             | Aveiro                                                  | 1181                                             | 1836                  |
| Arazede                            | Montemor-o-Velho                                        | 1781                                             | 1840                  |
| Arcos                              | Tabuaço                                                 | 1214                                             | 1834                  |
| Arega                              | Figueiró dos Vinhos                                     | 1201                                             | século XIX            |
| Aregos                             | Resende                                                 | 1183                                             | 1855                  |
| Arez                               | Nisa                                                    | sec. XII                                         | 1836                  |
| Arnoia                             | Celorico de Basto                                       | 1520                                             | 1719                  |
| Asseiceira                         | Tomar                                                   | 1253                                             |                       |
| Assequins                          | Águeda                                                  | 1514                                             | 1834                  |
| Assumar                            | Monforte                                                | 1288                                             | 1836                  |
| Atalaia                            | Vila Nova da Barquinha                                  | 1213                                             |                       |
| Atalaia do Campo                   | Fundão                                                  | 1570                                             | século XIX            |
| Atei                               | Mondim de Basto                                         | 1514                                             | século XIX            |
| Atouguia da Baleia                 | Peniche                                                 | 1167                                             | 6 de Novembro de 1836 |
| Aveiras de Baixo                   | Azambuja                                                | 1207                                             | século XIX            |
| Aveiras de Cima                    | Azambuja                                                | 1210                                             | 1836                  |
| Avelar                             | Ansião                                                  | 1514                                             | 1836                  |
| Avelãs de Caminho                  | Anadia                                                  | 1514                                             | 1836                  |
| Avelãs de Cima                     | Anadia                                                  |                                                  | século XIX            |
| Aveloso                            | Mêda                                                    | 1514                                             | 1832                  |
| Avô                                | Oliveira do Hospital                                    | 1187                                             | 24 de Outubro de 1855 |
| Azambujeira                        | Rio Maior                                               | 1633                                             | 1836                  |
| Azaruja                            | Évora                                                   |                                                  |                       |
| Azeitão (Vila Nogueira de Azeitão) | Setúbal                                                 | Independente de Sesimbra a 5 de Dezembro de 1759 | 24 de Outubro de 1855 |
| Ázere                              | Tábua                                                   |                                                  | século XIX            |
| Azinhoso                           | Mogadouro                                               | 1386                                             | século XIX            |
| Azueira                            | Mafra, Torres Vedras e Sobral de Monte Agraço           | 1820                                             | 24 de Outubro de 1855 |
| Azurara                            | Vila do Conde                                           |                                                  | século XIX            |

## B
| Antigo concelho | Concelho(s) actual(is) | Criação                                  | Extinção              |
| --------------- | ---------------------- | ---------------------------------------- | --------------------- |
| Baltar          | Paredes                | 1834                                     | 1837                  |
| Banho           | São Pedro do Sul       | 1152                                     | século XIX            |
| Baraçal         | Celorico da Beira      |                                          | século XIX            |
| Barbacena       | Elvas                  | 1273                                     | século XIX            |
| Barcos          | Tabuaço                | 1263                                     | 1855                  |
| Barqueiros      | Mesão Frio             | 1123                                     | 1836                  |
| Barreiros       | Viseu                  |                                          |                       |
| Barrô de Aguada | Águeda                 | 1514                                     | século XIX            |
| Belas           | Sintra                 |                                          | 24 de Outubro de 1855 |
| Belém           | Lisboa                 | 1852                                     | 1885                  |
| Belide          | Condeixa-a-Nova        |                                          | século XIX            |
| Belver          | Gavião                 | 1518                                     | 1836                  |
| Bemposta        | Mogadouro              | foral de D. Dinis de 15 de Junho de 1315 | século XIX            |
| Bemposta        | Penamacor              | 1510                                     | 1836                  |
| Benavila        | Avis                   | 1296                                     |                       |
| Benviver        | Marco de Canaveses     | 1514                                     | 1852                  |
| Beringel        | Beja                   | 23 de Novembro de 1519                   | 1839                  |
| Bertiandos      | Ponte de Lima          |                                          |                       |
| Besteiros       | Tondela                |                                          | 1836                  |
| Boa Aldeia      | Tondela                |                                          |                       |
| Bobadela        | Oliveira do Hospital   |                                          | século XIX            |
| Botão           | Coimbra                | 1514                                     | século XIX            |
| Bouças          | Matosinhos             | 1833                                     | 1909                  |
| Britiande       | Lamego                 |                                          | século XIX            |
| Brotas          | Mora                   |                                          |                       |
| Brunhido        | Águeda                 |                                          | 1836                  |
| Buarcos         | Figueira da Foz        | 1342                                     | 1836                  |
| Burgo           | Arouca                 | 1363                                     | 1817                  |

## C
| Antigo concelho                     | Concelho(s) actual(is)          | Criação                                   | Extinção               |
| ----------------------------------- | ------------------------------- | ----------------------------------------- | ---------------------- |
| Cabaços                             | Ponte de Lima                   |                                           |                        |
| Cabeçais e Fermedo                  | Arouca e Santa Maria da Feira   |                                           | 24 de Outubro de 1855  |
| Cabeção                             | Mora                            | 1395                                      | 1836                   |
| Cabeço de Vide                      | Fronteira                       | 1512                                      | 24 de Outubro de 1855  |
| Cabra                               | Gouveia                         |                                           |                        |
| Cabrela                             | Montemor-o-Novo                 | 1170                                      |                        |
| Cabril                              | Castro Daire                    | 1514                                      | 1835                   |
| Cacela                              | Vila Real de Santo António      | 17 de Julho de 1283                       | 12 de Dezembro de 1775 |
| Cadima                              | Cantanhede                      |                                           | 31 de Dezembro de 1853 |
| Calde                               | Viseu                           |                                           |                        |
| Cambeses (Couto de ou S. Tiago de)  | Barcelos                        | 1085                                      | 1836                   |
| Campanhã                            | Porto                           |                                           | 1836                   |
| Canal                               | Estremoz                        | século XVI                                | século XIX             |
| Canas de Sabugosa                   | Tondela                         |                                           | 1836                   |
| Canas de Senhorim                   | Nelas                           | 1196                                      | 1852                   |
| Canaveses                           | Marco de Canaveses              |                                           |                        |
| Candosa                             | Tábua                           | 1514                                      | 1842                   |
| Canelas                             | Peso da Régua                   |                                           | 1853                   |
| Canha                               | Montijo                         | 1172                                      | 17 de Abril de 1838    |
| Cano                                | Sousel                          | 1512                                      | 1826                   |
| Capareiros (Barroselas)             | Viana do Castelo                |                                           | 1836                   |
| Capelas                             | Ponta Delgada                   | carta de lei de 23 de Julho de 1839       | 1855                   |
| Carapito                            | Aguiar da Beira                 | 1514                                      | 1836                   |
| Cardigos                            | Mação                           |                                           | século XIX             |
| Caria                               | Belmonte                        | 1512                                      | 1836                   |
| Caria                               | Moimenta da Beira e Sernancelhe |                                           | 1855                   |
| Carrazedo de Montenegro             | Valpaços, Chaves e Murça        |                                           | 1853                   |
| Carvalho                            | Penacova                        | 1514                                      | século XIX             |
| Carvoeira                           | Mafra                           |                                           |                        |
| Carvoeiro                           | Mação                           | 18 de Maio de 1518                        | século XIX             |
| Casal                               | Seia                            | 1514                                      | 1842                   |
| Casal de Álvaro                     | Águeda                          |                                           | século XIX             |
| Casével                             | Castro Verde                    | 1510                                      | 1836                   |
| Castanheira do Ribatejo             | Vila Franca de Xira             |                                           |                        |
| Castanheira do Vouga                | Águeda                          |                                           |                        |
| Castanheiro do Sul                  | São João da Pesqueira e Tabuaço |                                           |                        |
| Casteição                           | Mêda                            | 1196                                      | 6 de Novembro de 1836  |
| Castelo                             | Moimenta da Beira               |                                           | 1834                   |
| Castelo Bom                         | Almeida                         | 1296                                      | 1834                   |
| Castelo Mendo                       | Almeida                         | 1229                                      | 24 de Outubro de 1855  |
| Castelo Novo                        | Fundão                          | 1202                                      | 1835                   |
| Castelo Rodrigo                     | Figueira de Castelo Rodrigo     |                                           |                        |
| Castro Laboreiro                    | Melgaço                         | 1271                                      | 1855                   |
| Castro Vicente                      | Mogadouro                       | 1305                                      | 1836                   |
| Cedovim                             | Vila Nova de Foz Côa            | 1271                                      | 1836                   |
| Cela                                | Alcobaça                        |                                           |                        |
| Celavisa                            | Arganil                         | 1217                                      | século XIX             |
| Celeirós                            | Sabrosa                         | 1160                                      |                        |
| Centuncelli (hoje Colmeal da Torre) | Belmonte                        | 1188                                      | 1198                   |
| Cepães                              | Fafe                            |                                           |                        |
| Cercal do Alentejo                  | Santiago do Cacém               | 1836                                      | 1855                   |
| Cernache                            | Coimbra                         | 1420                                      | 1836                   |
| Cerva                               | Ribeira de Pena                 |                                           | 1853                   |
| Cervães                             | Vila Verde                      |                                           | 1855                   |
| Chacim                              | Macedo de Cavaleiros            |                                           | 1855                   |
| Chancelaria                         | Alter do Chão                   | 1518                                      | 1836                   |
| Chão de Couce                       | Ansião                          | 1514                                      | 24 de Outubro de 1855  |
| Chavães                             | Tabuaço                         | 1265                                      | 1836                   |
| Cheleiros                           | Mafra                           | 1195                                      | 1836                   |
| Cinco Vilas                         | Figueira de Castelo Rodrigo     | 1519                                      | século XIX             |
| Codesseiro                          | Guarda                          | 1519                                      | século XIX             |
| Coina                               | Barreiro                        | 1516                                      |                        |
| Coja                                | Arganil                         | 1260                                      | 1853                   |
| Colares                             | Sintra                          | 1255                                      | 24 de Outubro de 1855  |
| Colos                               | Odemira                         | Foral de D. Manuel de 26 de Junho de 1499 | 1836                   |
| Condeixa-a-Velha                    | Condeixa-a-Nova                 |                                           |                        |
| Correlhã                            | Ponte de Lima                   |                                           |                        |
| Cortiços                            | Macedo de Cavaleiros            |                                           | 1853                   |
| Couto de Esteves                    | Sever do Vouga                  | 1128                                      | 1836                   |
| Couto do Mosteiro                   | Santa Comba Dão                 | 1514                                      | 1836                   |
| Coz                                 | Alcobaça                        |                                           |                        |
| Cucujães                            | Oliveira de Azeméis             |                                           |                        |
| Currelos                            | Carregal do Sal                 |                                           | 1836                   |

## D
| Antigo concelho | Concelho(s) actual(is) | Criação | Extinção |
| --------------- | ---------------------- | ------- | -------- |
| Dornes          | Ferreira do Zêzere     | 1513    | 1836     |
| Douro Calvo     | Sátão                  |         |          |

## E
| Antigo concelho       | Concelho(s) actual(is)      | Criação            | Extinção               |
| --------------------- | --------------------------- | ------------------ | ---------------------- |
| Ega                   | Condeixa-a-Nova             | 1231               | 1835                   |
| Eiras                 | Coimbra                     |                    |                        |
| Eixo                  | Aveiro                      | século XII         | século XIX             |
| Entradas              | Castro Verde                | 1512               | século XIX             |
| Envendos              | Mação                       | 18 de Maio de 1518 |                        |
| Enxara dos Cavaleiros | Mafra                       | 1519               | século XIX             |
| Ericeira              | Mafra                       | 1229               | 24 de Outubro de 1855  |
| Ermelo                | Mondim de Basto e Vila Real | 1196               | 31 de Dezembro de 1853 |
| Ermida do Paiva       | Castro Daire                |                    |                        |
| Ervedal               | Avis                        | 1512               | 1836                   |
| Ervedal da Beira      | Oliveira do Hospital        |                    |                        |
| Ervededo              | Chaves e Montalegre         | 1836               | 1853                   |
| Ervedosa              | Vinhais                     | 1514               | 1836                   |
| Ervedosa do Douro     | São João da Pesqueira       |                    | 1834                   |
| Escalhão              | Figueira de Castelo Rodrigo |                    | século XIX             |
| Esgueira              | Aveiro                      | 1528               | 1836                   |
| Évora de Alcobaça     | Alcobaça                    | 1332               |                        |
| Évora Monte           | Estremoz                    |                    | 24 de Outubro de 1855  |

## F
| Antigo concelho            | Concelho(s) actual(is)        | Criação   | Extinção               |
| -------------------------- | ----------------------------- | --------- | ---------------------- |
| Facha                      | Ponte de Lima                 |           |                        |
| Faílde e Carocedo          | Bragança                      |           | século XIX             |
| Fajão                      | Pampilhosa da Serra e Arganil |           | 24 de Outubro de 1855  |
| Famalicão                  | Guarda                        |           | século XIX             |
| Farinha Podre              | Penacova, Arganil e Tábua     |           | 31 de Dezembro de 1853 |
| Faro do Alentejo (Farinho) | Cuba                          |           | século XIX             |
| Favaios                    | Alijó                         |           | 1853                   |
| Feitosa                    | Ponte de Lima                 |           |                        |
| Ferreira                   | Paços de Ferreira             |           |                        |
| Ferreira de Aves           | Sátão                         | 1126      | 1836                   |
| Ferreiros                  | Anadia                        | 1210      |                        |
| Ferreiros de Tendais       | Cinfães                       | 1210      |                        |
| Figueira                   | Avis                          | 1510      | século XIX             |
| Figueiró da Granja         | Fornos de Algodres            | século XV | 1836                   |
| Folgosinho                 | Gouveia                       | 1187      | 1836                   |
| Fonte Arcada               | Sernancelhe                   | 1193      | 24 de Outubro de 1855  |
| Fontelo                    | Armamar                       | 1514      | 1835                   |
| Fontes                     | Santa Marta de Penaguião      |           | 1836                   |
| Forno Telheiro             | Celorico da Beira             |           |                        |
| Frazão                     | Paços de Ferreira             | 1821      | 1836                   |
| Frechas                    | Mirandela                     |           | século XIX             |
| Fráguas                    | Vila Nova de Paiva            | 1514      | 1883                   |
| Freixiel                   | Vila Flor                     |           | 1836                   |
| Freixo de Numão            | Vila Nova de Foz Côa          | 1372      | 1855                   |
| Frieira                    | Bragança                      |           | século XIX             |
| Frossos                    | Albergaria-a-Velha            | 1124      | 1836                   |

## G
| Antigo concelho              | Concelho(s) actual(is)                                 | Criação                | Extinção              |
| ---------------------------- | ------------------------------------------------------ | ---------------------- | --------------------- |
| Gafanhão                     | São Pedro do Sul                                       | 1505                   | 1834                  |
| Galegos                      | Vila Real (povoação da freguesia de Vale de Nogueiras) | 12 de Novembro de 1519 | 6 de Novembro de 1836 |
| Galveias                     | Ponte de Sor                                           | 1538                   | século XIX            |
| Garvão                       | Ourique                                                | 1267                   | século XIX            |
| Geraz do Lima                | Viana do Castelo                                       | 1515                   |                       |
| Gestaçô                      | Amarante                                               | 1514                   |                       |
| Godim                        | Peso da Régua                                          |                        | 1837                  |
| Gondufe                      | Ponte de Lima                                          |                        |                       |
| Gosende                      | Castro Daire                                           |                        | 1834                  |
| Gostei, Formil e Castanheira | Bragança                                               | 1298                   | século XIX            |
| Goujoim                      | Armamar                                                |                        |                       |
| Gouvães                      | Sabrosa                                                | 1202                   | 1834                  |
| Gouveia do Tâmega            | Amarante e Marco de Canaveses                          |                        |                       |
| Gove                         | Baião                                                  |                        | século XIX            |
| Gradil                       | Mafra                                                  | 1327                   | 1836                  |
| Granja do Tedo               | Tabuaço                                                |                        | 1834                  |
| Grijó                        | Vila Nova de Gaia                                      |                        |                       |
| Guardão                      | Tondela                                                |                        | 1836                  |
| Guilheiro                    | Trancoso                                               | 1251                   | século XIX            |
| Gulfar                       | Sátão                                                  |                        | século XIX            |

## H
| Antigo concelho | Concelho(s) actual(is) | Criação | Extinção     |
| --------------- | ---------------------- | ------- | ------------ |
| Horta           | Vila Nova de Foz Côa   | 1512    | século XVIII |

## I
| Antigo concelho | Concelho(s) actual(is)          | Criação | Extinção              |
| --------------- | ------------------------------- | ------- | --------------------- |
| Idanha-a-Velha  | Idanha-a-Nova                   | 1229    | 1836                  |
| Infias          | Fornos de Algodres              |         | século XIX            |
| Izeda           | Bragança e Macedo de Cavaleiros | 1836    | 24 de Outubro de 1855 |

## J
| Antigo concelho | Concelho(s) actual(is) | Criação | Extinção |
| --------------- | ---------------------- | ------- | -------- |
| Jarmelo         | Guarda                 |         |          |
| Juromenha       | Alandroal              |         | 1836     |

## L
| Antigo concelho  | Concelho(s) actual(is)                         | Criação                | Extinção              |
| ---------------- | ---------------------------------------------- | ---------------------- | --------------------- |
| Ladário          | Sátão                                          |                        | século XIX            |
| Lafões           | Oliveira de Frades, São Pedro do Sul e Vouzela | 1514                   | 1836                  |
| Lagares da Beira | Oliveira do Hospital                           | 1514                   | 1836                  |
| Lagos da Beira   | Oliveira do Hospital                           |                        |                       |
| Lalim            | Lamego                                         | 1514                   | 1834                  |
| Lamarosa         | Coruche                                        |                        |                       |
| Lamas de Orelhão | Mirandela                                      | 1259                   | 1853                  |
| Lamegal          | Pinhel                                         |                        | século XIX            |
| Landeira         | Vendas Novas                                   |                        |                       |
| Landim           | Vila Nova de Famalicão e Santo Tirso           |                        | século XIX            |
| Lanheses         | Viana do Castelo e Ponte de Lima               | 1793                   | 1835                  |
| Lapa             | Sernancelhe                                    | 1740                   | 1885                  |
| Lardosa          | Castelo Branco                                 |                        |                       |
| Larim            | Vila Verde                                     | 1514                   | século XIX            |
| Lavos            | Figueira da Foz                                |                        | 1853                  |
| Lavradio         | Barreiro                                       | 1670                   | 1836                  |
| Lavre            | Montemor-o-Novo                                | 1304                   |                       |
| Lazarim          | Lamego                                         | século XII             | 1834                  |
| Leomil           | Moimenta da Beira                              | 1283                   | 24 de Outubro de 1855 |
| Lindoso          | Ponte da Barca                                 |                        | século XIX            |
| Linhares         | Celorico da Beira                              | 1169                   | 1855                  |
| Longa            | Tabuaço                                        |                        | 6 de Novembro de 1836 |
| Longomel         | Ponte de Sor                                   |                        |                       |
| Longroiva        | Mêda                                           | 1124                   | 6 de Novembro de 1836 |
| Lordelo          | Vila Real                                      | 12 de Novembro de 1519 | 6 de Novembro de 1836 |
| Loriga           | Seia                                           | 1136                   | 1855                  |
| Louredo          | Paredes                                        |                        |                       |
| Louriçal         | Pombal                                         |                        | 24 de Outubro de 1855 |
| Lourosa          | Oliveira do Hospital                           |                        |                       |
| Lumiares         | Armamar                                        | 1514                   | século XIX            |

## M
| Antigo concelho       | Concelho(s) actual(is)    | Criação    | Extinção              |
| --------------------- | ------------------------- | ---------- | --------------------- |
| Maçãs de Caminho      | Alvaiázere                |            |                       |
| Maçãs de Dona Maria   | Alvaiázere                | 1514       | 1855                  |
| Maceira Dão           | Mangualde                 |            | século XIX            |
| Macieira de Cambra    | Vale de Cambra            | 1514       | 1926                  |
| Magueija              | Lamego                    |            | século XIX            |
| Maiorca               | Figueira da Foz           |            | 1855                  |
| Maiorga               | Alcobaça                  | 1454       | século XIX            |
| Manique do Intendente | Azambuja                  | 1791       | 1836                  |
| Margem                | Gavião                    | 1518       | 1836                  |
| Marialva              | Mêda                      | 1157       | 1855                  |
| Matança               | Fornos de Algodres        | 1270       | 1836                  |
| Meadas                | Castelo de Vide           |            |                       |
| Meãs do Campo         | Montemor-o-Velho          | 1832       | 1840                  |
| Medelim               | Idanha-a-Nova             |            | século XIX            |
| Melo                  | Gouveia                   |            | século XIX            |
| Melres                | Gondomar                  | 1514       | 1834                  |
| Mesquitela            | Celorico da Beira         | 1664       | século XIX            |
| Messejana             | Aljustrel                 | 1235       | 24 de Outubro de 1855 |
| Mezio                 | Castro Daire              |            |                       |
| Midões                | Tábua                     | 1514       | 1836                  |
| Moção                 | Castro Daire              |            | 1836                  |
| Mões                  | Castro Daire              | 1820       | 1855                  |
| Moita dos Ferreiros   | Lourinhã                  |            |                       |
| Mondim da Beira       | Tarouca                   |            | 1896                  |
| Monforte de Rio Livre | Chaves e Valpaços         | 1273       | 1853                  |
| Monsanto              | Idanha-a-Nova e Penamacor | 1174       |                       |
| Monsaraz              | Reguengos de Monsaraz     | 1276       | 1838                  |
| Monsul                | Póvoa de Lanhoso          |            |                       |
| Montalvão             | Nisa                      | 1512       | 1834                  |
| Montargil             | Ponte de Sor              |            | 1855                  |
| Monte de Fralães      | Barcelos                  |            |                       |
| Monte Real            | Leiria                    | 1292       |                       |
| Montoito              | Redondo                   | 1517       | século XIX            |
| Moreira               | Trancoso                  |            |                       |
| Moreira de Rei        | Trancoso                  | século XII | 1836                  |
| Mós                   | Torre de Moncorvo         |            | século XIX            |
| Mouraz                | Tondela                   | 1198       | 1836                  |
| Mouronho              | Tábua                     |            |                       |
| Muge                  | Salvaterra de Magos       | 1304       | 1837                  |
| Muxagata              | Vila Nova de Foz Côa      |            | século XIX            |

## N
| Antigo concelho   | Concelho(s) actual(is) | Criação | Extinção   |
| ----------------- | ---------------------- | ------- | ---------- |
| Nagosa            | Moimenta da Beira      |         | 1834       |
| Negrelos          | Santo Tirso            |         | século XIX |
| Nogueira do Cravo | Oliveira do Hospital   | 1177    | 1836       |
| Noudar            | Barrancos              |         | 1825       |
| Nozelos           | Macedo de Cavaleiros   |         | 1836       |

## O
| Antigo concelho   | Concelho(s) actual(is)     | Criação                                   | Extinção   |
| ----------------- | -------------------------- | ----------------------------------------- | ---------- |
| Odeceixe          | Aljezur                    |                                           |            |
| Óis da Ribeira    | Águeda                     | 1516                                      |            |
| Óis do Bairro     | Anadia                     | 1514                                      | século XIX |
| Olalhas           | Tomar                      |                                           |            |
| Olivais           | Lisboa e Loures            | 1852                                      | 1886       |
| Oliveira do Conde | Carregal do Sal            | 1286                                      |            |
| Oliveirinha       | Tábua                      |                                           |            |
| Olivença          | ocupado por Espanha        | 1298                                      | 1801       |
| Oriola            | Portel                     | 1282                                      | 1836       |
| Ouguela           | Campo Maior                | Foral de D. Dinis de 5 de Janeiro de 1298 | 1836       |
| Outeiro           | Bragança                   | 1514                                      | 1853       |
| Outil             | Cantanhede                 |                                           |            |
| Óvoa              | Santa Comba Dão e Penacova |                                           |            |

## P
| Antigo concelho                 | Concelho(s) actual(is)                                             | Criação               | Extinção                                        |
| ------------------------------- | ------------------------------------------------------------------ | --------------------- | ----------------------------------------------- |
| Paçó                            | Vinhais                                                            | 1312                  | 1836                                            |
| Paderne                         | Albufeira                                                          |                       |                                                 |
| Padrões                         | Almodôvar e Castro Verde                                           |                       |                                                 |
| Paialvo                         | Tomar                                                              |                       | 1836                                            |
| Paio de Pele                    | Vila Nova da Barquinha                                             |                       |                                                 |
| Panoias                         | Ourique                                                            |                       | 1836                                            |
| Parada de Ester                 | Castro Daire                                                       |                       | século XIX                                      |
| Parada do Pinhão                | Sabrosa                                                            |                       | 1836                                            |
| Parada do Bispo                 | Lamego                                                             |                       | século XIX                                      |
| Parada de Bouro                 | Vieira do Minho                                                    |                       |                                                 |
| Paradela (São Pedro das Águias) | Tabuaço                                                            |                       |                                                 |
| Paredes da Beira                | São João da Pesqueira                                              | século XI             | século XIX                                      |
| Passô                           | Moimenta da Beira                                                  |                       | 1834                                            |
| Paus                            | Albergaria-a-Velha                                                 |                       |                                                 |
| Pavia                           | Mora                                                               | 1287                  | século XIX                                      |
| Pederneira                      | Nazaré                                                             | 1514                  | 1912 (vila e concelho mudam o nome para Nazaré) |
| Pedrógão Pequeno                | Sertã                                                              | 20 de Outubro de 1513 | 1834                                            |
| Penajoia                        | Lamego                                                             |                       |                                                 |
| Pena Verde                      | Aguiar da Beira                                                    | 1240                  | 1836                                            |
| Penalva de Alva                 | Oliveira do Hospital                                               |                       |                                                 |
| Penas Roias                     | Mogadouro                                                          |                       | século XIX                                      |
| Pendilhe                        | Vila Nova de Paiva                                                 |                       | 1834                                            |
| Penela da Beira                 | Penedono                                                           | 1055                  | 1834                                            |
| Penela do Minho                 | Ponte de Lima e Vila Verde                                         | 1514                  | 1855                                            |
| Penha Garcia                    | Idanha-a-Nova                                                      |                       |                                                 |
| Pera Velha                      | Moimenta da Beira                                                  | 1834                  | 1834                                            |
| Peral                           | Cadaval                                                            | 10 de Julho de 1371   | 17 de Julho de 1371                             |
| Pereira                         | Montemor-o-Velho                                                   | 1282                  | 1836                                            |
| Pereira Jusã                    | Ovar                                                               |                       | século XIX                                      |
| Pernes                          | Santarém                                                           | 1514                  | 1855                                            |
| Pias                            | Ferreira do Zêzere                                                 |                       |                                                 |
| Pico de Regalados               | Vila Verde                                                         | 1513                  | 24 de Outubro de 1855                           |
| Pinheiro                        | Castro Daire                                                       |                       |                                                 |
| Pinheiro de Ázere               | Santa Comba Dão                                                    | 1514                  |                                                 |
| Pinheiro da Bemposta            | Oliveira de Azeméis                                                | 1514                  | 24 de Outubro de 1855                           |
| Pinheiro de Coja                | Tábua                                                              |                       |                                                 |
| Pinheiros                       | Tabuaço                                                            |                       |                                                 |
| Pinhovelo                       | Macedo de Cavaleiros                                               |                       | 1832                                            |
| Podentes                        | Penela                                                             |                       | século XIX                                      |
| Pombalinho                      | Soure                                                              |                       | século XIX                                      |
| Pombeiro                        | Arganil                                                            | 1513                  | 1836                                            |
| Porto Carreiro                  | Penafiel e Marco de Canaveses                                      |                       | 1836                                            |
| Pousaflores                     | Ansião                                                             |                       | 1836                                            |
| Póvoa e Meadas                  | Castelo de Vide                                                    | 1248                  | 1836                                            |
| Póvoa de Penela                 | Penedono                                                           |                       |                                                 |
| Póvoa de Rio de Moinhos         | Castelo Branco                                                     |                       |                                                 |
| Póvoa de Santa Cristina         | Montemor-o-Velho (povoação da freguesia de Tentúgal)               | 1265                  | 1834                                            |
| Povolide                        | Viseu                                                              |                       |                                                 |
| Povos                           | Vila Franca de Xira (povoação da freguesia de Vila Franca de Xira) | 1195                  | 1836                                            |
| Prado                           | Vila Verde, Barcelos e Braga                                       | 1260                  | 24 de Outubro de 1855                           |
| Praia                           | Santa Cruz da Graciosa                                             | 1540                  | 1867                                            |
| Préstimo                        | Águeda                                                             | 1514                  | século XIX                                      |
| Proença-a-Velha                 | Idanha-a-Nova                                                      | 1218                  | 1836                                            |
| Provesende                      | Sabrosa                                                            |                       | 1853                                            |
| Pussos                          | Alvaiázere                                                         | 1514                  | século XIX                                      |

## Q
| Antigo concelho | Concelho(s) actual(is) | Criação | Extinção |
| --------------- | ---------------------- | ------- | -------- |
| Queijada        | Ponte de Lima          |         |          |
| Quiaios         | Figueira da Foz        |         | 1836     |

## R
| Antigo concelho        | Concelho(s) actual(is)                              | Criação    | Extinção              |
| ---------------------- | --------------------------------------------------- | ---------- | --------------------- |
| Rabaçal                | Penela                                              |            | 1853                  |
| Raiva                  | Castelo de Paiva                                    |            |                       |
| Ranhados               | Mêda                                                | 1286       | 1836                  |
| Ranhados               | Viseu                                               |            |                       |
| Rates                  | Póvoa de Varzim                                     | 1517       | 1836                  |
| Real                   | Amarante                                            |            |                       |
| Rebordainhos           | Bragança                                            |            | 1836                  |
| Rebordãos              | Bragança                                            | 1208       | século XIX            |
| Rebordões              | Ponte de Lima                                       | século XII | século XIX            |
| Recardães              | Águeda                                              |            |                       |
| Redinha                | Pombal                                              | 1159       | 1842                  |
| Redondos               | Figueira da Foz                                     | 1561       | 1771                  |
| Refojos de Riba de Ave | Santo Tirso                                         |            | 1836                  |
| Reigada                | Figueira de Castelo Rodrigo                         | 1519       | 1836                  |
| Reriz                  | Castro Daire                                        | 1514       | 1834                  |
| Ribaldeira             | Torres Vedras                                       |            | 24 de Outubro de 1855 |
| Ribeira de Soaz        | Póvoa de Lanhoso, Terras de Bouro e Vieira do Minho | 1515       | 1834                  |
| Rio de Moinhos         | Sátão                                               | 1240       | 1836                  |
| Ronfe                  | Guimarães                                           |            | 1834                  |
| Rosmaninhal            | Idanha-a-Nova                                       | 1510       | 1836                  |
| Rossas                 | Vieira do Minho                                     | 1510       | 1836                  |
| Rua                    | Moimenta da Beira e Sernancelhe                     |            |                       |
| Ruivães                | Vieira do Minho                                     |            | 1853                  |

## S
| Antigo concelho            | Concelho(s) actual(is)                           | Criação                                    | Extinção               |
| -------------------------- | ------------------------------------------------ | ------------------------------------------ | ---------------------- |
| Sabugosa                   | Tondela                                          |                                            | 1836                   |
| Sagres                     | Vila do Bispo                                    |                                            | 1834                   |
| Salir de Matos             | Caldas da Rainha                                 | 1514                                       |                        |
| Salir do Porto             | Caldas da Rainha                                 | 10 de Março de 1515                        |                        |
| Salvaterra do Extremo      | Idanha-a-Nova                                    | 1229                                       | 1855                   |
| Samodães                   | Lamego                                           |                                            |                        |
| Samora Correia             | Benavente                                        | 1300                                       | 1836                   |
| Sampaio                    | Vila Flor                                        |                                            |                        |
| Sanceriz                   | Bragança                                         |                                            | século XIX             |
| Sande                      | Lamego                                           | 1514                                       | 1836                   |
| Sandim                     | Vila Nova de Gaia                                |                                            | 1834                   |
| Sandomil                   | Seia                                             | século XIII                                | 1855                   |
| Sanfins                    | Cinfães                                          | 1514                                       | 1855                   |
| Sanfins do Douro           | Alijó                                            |                                            | 1836                   |
| Sangalhos                  | Anadia                                           | 1514                                       | 1834                   |
| Sanguinheda                | Arganil e Tábua                                  | 1513                                       | 1836                   |
| Santa Catarina             | Caldas da Rainha                                 | 1349                                       | 1834                   |
| Santa Cristina do Couto    | Santo Tirso                                      |                                            |                        |
| Santa Cruz de Riba Tâmega  | Amarante, Lousada, Marco de Canaveses e Penafiel | 1513                                       | 1855                   |
| Santa Eulália de Barrosas  | Vizela e Felgueiras                              | 1836                                       | 31 de Dezembro de 1855 |
| Santa Marinha              | Seia                                             | 1190                                       | século XIX             |
| Santa Marta do Bouro       | Amares e Terras de Bouro                         |                                            | 24 de Outubro de 1855  |
| Santalha                   | Vinhais                                          | 1836                                       | 1853                   |
| Santo Varão                | Montemor-o-Velho e Soure                         | 1836                                       | 1853                   |
| São Cosmado                | Armamar                                          |                                            | 24 de Outubro de 1855  |
| São Cristóvão de Nogueira  | Cinfães                                          |                                            |                        |
| São João da Foz do Douro   | Porto                                            |                                            | 1836                   |
| São João de Areias         | Santa Comba Dão                                  | <1258                                      | 7 de Setembro de 1895  |
| São João de Rei            | Póvoa de Lanhoso                                 |                                            |                        |
| São João do Monte          | Tondela                                          |                                            | 1855                   |
| São Lourenço do Bairro     | Anadia                                           | 1514                                       | 1853                   |
| São Mamede de Ribatua      | Alijó                                            | 1162                                       | século XIX             |
| São Martinho de Mouros     | Resende                                          | 1121                                       | 24 de Outubro de 1855  |
| São Martinho do Porto      | Alcobaça                                         |                                            | 1855                   |
| São Miguel de Acha         | Idanha-a-Nova                                    |                                            | século XIX             |
| São Miguel do Outeiro      | Tondela                                          |                                            | 1855                   |
| São Pedro da Cova          | Gondomar                                         | 1820                                       | 1836                   |
| São Pedro de Farinha Podre | Penacova, Arganil e Tábua                        |                                            | 31 de Dezembro de 1853 |
| São Romão                  | Seia                                             | século XIII                                | 1836                   |
| São Sebastião              | Angra do Heroísmo                                | Alvará de D. Manuel de 23 de Março de 1503 | 24 de Outubro de 1855  |
| São Sebastião da Feira     | Oliveira do Hospital                             |                                            |                        |
| São Tomé de Negrelos       | Santo Tirso                                      |                                            |                        |
| São Vicente da Beira       | Castelo Branco                                   | 1195                                       | 1895                   |
| Sarzedas                   | Castelo Branco                                   | 1212                                       | 1836                   |
| Sarzedo                    | Covilhã                                          |                                            | 1836                   |
| Seda                       | Alter do Chão                                    | 1271                                       | 1836                   |
| Segadães                   | Águeda                                           | 1516                                       | 1836                   |
| Segura                     | Idanha-a-Nova                                    | 1510                                       | 1836                   |
| Seixo do Ervedal           | Oliveira do Hospital                             |                                            | século XIX             |
| Seixo de Gatões            | Montemor-o-Velho                                 |                                            |                        |
| Semide                     | Miranda do Corvo                                 |                                            | 1853                   |
| Sendim                     | Tabuaço                                          | 1250                                       | 1836                   |
| Senhorim                   | Nelas                                            | 1140                                       | 1855                   |
| Serpins                    | Lousã                                            | 1514                                       | 1836                   |
| Sever                      | Moimenta da Beira                                |                                            |                        |
| Sezulfe                    | Macedo de Cavaleiros                             |                                            | 1836                   |
| Silvã de Cima              | Sátão                                            |                                            | século XIX             |
| Silvares                   | Santa Comba Dão                                  | <1258                                      | 1836                   |
| Silvares                   | Tondela                                          |                                            | século XIX             |
| Sinde                      | Tábua                                            | 1514                                       |                        |
| Soajo                      | Arcos de Valdevez                                | 1514                                       |                        |
| Soalhães                   | Marco de Canaveses                               |                                            |                        |
| Sobreira Formosa           | Proença-a-Nova                                   | 1212                                       | 1855                   |
| Sobrosa                    | Paredes                                          |                                            | 1836                   |
| Sortelha                   | Sabugal                                          | 1288                                       | 1855                   |
| Sosa                       | Vagos                                            | 1514                                       | 1855                   |
| Soutelo do Douro           | São João da Pesqueira                            | séc. XIV                                   | 1830                   |
| Souto                      | Penedono                                         | 3 de Fevereiro de 1218                     | 1834                   |
| Sul                        | São Pedro do Sul e Castro Daire                  | séc. XIII                                  | 24 de Outubro de 1853  |

## T
| Antigo concelho     | Concelho(s) actual(is)                    | Criação | Extinção               |
| ------------------- | ----------------------------------------- | ------- | ---------------------- |
| Tancos              | Vila Nova da Barquinha                    |         |                        |
| Tavares             | Mangualde                                 | 1114    | 1853                   |
| Távora              | Tabuaço                                   |         |                        |
| Teixeira            | Baião                                     | 1514    | 1836                   |
| Tendais             | Cinfães                                   |         |                        |
| Tentúgal            | Montemor-o-Velho                          | 1108    | 31 de Dezembro de 1853 |
| Terena              | Alandroal                                 | 1262    | 1836                   |
| Tolosa              | Nisa                                      |         | 1836                   |
| Topo                | Calheta                                   | 1510    | 1867                   |
| Torre de Dona Chama | Mirandela e Macedo de Cavaleiros          | 1287    | 24 de Outubro de 1855  |
| Torrão              | Alcácer do Sal                            | 1512    |                        |
| Torrão              | Marco de Canaveses                        |         |                        |
| Torrozelo           | Seia                                      |         |                        |
| Touça               | Vila Nova de Foz Côa                      |         | século XIX             |
| Tourém              | Montalegre                                |         | século XIX             |
| Trapa               | São Pedro do Sul                          |         |                        |
| Travanca            | Cinfães                                   |         |                        |
| Travancinha         | Seia                                      | 1527    | 1836                   |
| Treixedo            | Santa Comba Dão                           |         |                        |
| Trevões             | São João da Pesqueira, Penedono e Tabuaço |         | 24 de Outubro de 1855  |
| Trofa               | Águeda                                    | 1449    | 1836                   |
| Tuias               | Marco de Canaveses                        |         | século XIX             |
| Turquel             | Alcobaça                                  | 1352    | 1836                   |

## U
| Antigo concelho | Concelho(s) actual(is) | Criação                 | Extinção              |
| --------------- | ---------------------- | ----------------------- | --------------------- |
| Ucanha          | Tarouca                |                         | 1836                  |
| Ulme            | Chamusca               | 18 de Fevereiro de 1561 | 24 de Outubro de 1855 |
| Unhão           | Felgueiras             | 1515                    | 1836                  |

## V
| Antigo concelho                            | Concelho(s) actual(is) | Criação      | Extinção               |
| ------------------------------------------ | ---------------------- | ------------ | ---------------------- |
| Vacariça                                   | Mealhada               |              |                        |
| Valadares                                  | Monção                 |              | 24 de Outubro de 1855  |
| Valdigem                                   | Lamego                 |              | século XIX             |
| Vale de Asnes                              | Mirandela              |              | década de 1830         |
| Vale de Nogueira                           | Bragança               |              | século XIX             |
| Vale de Prados                             | Macedo de Cavaleiros   |              | 1836                   |
| Valença do Douro                           | Tabuaço                | 1514         | 1836                   |
| Valezim                                    | Seia                   | 1514         | 1836                   |
| Valhelhas                                  | Guarda                 | 1187         | 1855                   |
| Valongo dos Azeites                        | São João da Pesqueira  |              | 1834                   |
| Várzea da Serra                            | Tarouca                |              | 1834                   |
| Várzea de Trevões                          | São João da Pesqueira  |              | século XIX             |
| Veiros                                     | Estremoz               | 1510         | 1855                   |
| Verride                                    | Montemor-o-Velho       |              | 1853                   |
| Vide                                       | Seia                   | Séc XVII     | 1836                   |
| Vila Alva                                  | Cuba                   |              | 1836                   |
| Vila Boa de Roda                           | Vieira do Minho        | 1261         | 1832                   |
| Vila Boim                                  | Elvas                  | 1305         | 1836                   |
| Vila Chã                                   | Vila Verde             |              | 1836                   |
| Vila Chã e Larim                           | Vila Verde             | 1836         | 1855                   |
| Vila Cova à Coelheira                      | Seia                   |              |                        |
| Vila Cova à Coelheira                      | Vila Nova de Paiva     |              | século XIX             |
| Vila Cova de Sub-Avô                       | Arganil                |              | 1836                   |
| Vila da Ponte                              | Sernancelhe            | 1661         |                        |
| Vila de Frades                             | Vidigueira             |              | 1854                   |
| Vila do Touro                              | Sabugal                | século XIII  | século XIX             |
| Vila Fernando                              | Elvas                  |              |                        |
| Vila Flor                                  | Nisa                   |              |                        |
| Vila Franca de Lampaças                    | Bragança               | 1286         |                        |
| Vila Garcia                                | Terras de Bouro        |              | século XIX             |
| Vila Nova da Barca                         | Montemor-o-Velho       | 1840         | 1844                   |
| Vila Nova da Erra                          | Coruche                |              | 1836                   |
| Vila Nova de Alvito (Vila Nova da Baronia) | Alvito                 | 1280         | 1836                   |
| Vila Nova de Anços                         | Soure                  | século XIV   | 1836                   |
| Vila Nova de Milfontes                     | Odemira                | 1486         | 1836                   |
| Vila Nova de Monsarros                     | Anadia                 |              |                        |
| Vila Nova de São João Baptista de Gáfete   | Crato                  | 1688         | 1836                   |
| Vila Nova de Souto d'El-Rei                | Lamego                 | século XVIII | 1836                   |
| Vila Nova do Casal                         | Gouveia                | 1514         | 1836                   |
| Vila Pouca da Beira                        | Oliveira do Hospital   |              | século XIX             |
| Vila Ruiva                                 | Cuba                   |              |                        |
| Vila Seca                                  | Armamar                |              | século XIX             |
| Vila Verde de Ficalho                      | Serpa                  |              | 1836                   |
| Vila Verde dos Francos                     | Alenquer               | 1160         |                        |
| Vilar de Maçada                            | Alijó                  |              | 1853                   |
| Vilar Maior                                | Sabugal                | 1296         | 1855                   |
| Vilar Seco de Lomba                        | Vinhais                |              | século XIX             |
| Vilarinho da Castanheira                   | Carrazeda de Ansiães   | 1218         | 31 de Dezembro de 1853 |
| Vilarinho do Bairro                        | Anadia                 | 1515         | século XIX             |
| Vilas Boas                                 | Vila Flor              |              | 1836                   |
| Vimieiro                                   | Arraiolos              | 1512         | 24 de Outubro de 1855  |
| Vimieiro                                   | Braga                  | 1517         |                        |
| Vouga                                      | Águeda                 |              | 1853                   |

## Z
| Antigo concelho | Concelho(s) actual(is) | Criação | Extinção |
| --------------- | ---------------------- | ------- | -------- |
| Zebreira        | Idanha-a-Nova          |         | 1834     |